# فيرنر سومبارت
فيرنر سومبارت (بالألمانية: Werner Sombart) كان عالم اقتصاد ألماني (يناير 1863 – 18 مايو 1941) كان عالم اقتصاد وعالم اجتماع ألماني، ورئيس «أصغر مدرسة تاريخية في الاقتصاد»، وواحداً من علماء الاجتماع القاريين الأوروبيين الرائدين خلال الربع الأول من القرن العشرين.

## الحياة والعمل

### الحياة المهنية المبكرة والاشتراكية والاقتصاد
ولد فيرنر سومبارت في فالكنشتاين، هارتز، وكان ابنًا للسياسي الليبرالي الثري رائد الصناعات مالك الأصول أنتون لودفيغ سومبارت. درس فيرنر القانون والاقتصاد في جامعات بيسا وبرلين وروما. نال درجة الدكتوراه في الفلسفة من جامعة برلين عام 1888، تحت إشراف غوستاف فون شمولر وهاينريش فاغنر، أبرز علماء الاقتصاد الألمان في عصره.
كان فيرنر اقتصاديًا وناشطًا اجتماعياً بارزاً، واعتبره البعض يساريًا راديكاليًا، لذلك نال درجة الأستاذية في جامعة فروتسواف القصية، بعدما عمل محاميًا أولًا في غرفة تجارة بريمن. عرضت عليه كبار الجامعات كرسيًا أستاذيًا لديها، مثل جامعات هايدلبرغ وفرايبورغ، لكن اعترضت الحكومات على ذلك. كان سومبارت في ذلك الوقت ماركسيًا مهمًا، قرأ وفسّر كارل ماركس، لدرجة أن فريدريك إنجلز وصفه بالألماني الوحيد الذي استطاع فهم كتاب رأس المال. أطلق سومبارت على نفسه لقب «الماركسي المطمئن»، ولكنه اعترف في النهاية قائلًا: «في النهاية علينا الاعتراف أن كارل ماركس كان له أخطاء بالغة في بعض النقاط».
اهتم سموبارت بالسياسة الاجتماعية المعاصرة، باعتباره أحد الأكاديميين الألمان، فانضم إلى (رابطة السياسة الاجتماعية) في 1888، مع صديقه ماكس فيبر. كانت تلك رابطة أكاديمية ألمانية للاقتصاديين الألمان، متعاونة مع المدرسة التاريخية. نظرت تلك الرابطة للاقتصاد بالنسبة لدوره في حل المشكلات الاجتماعية للعصر، وكانا رائدين في توسيع استخدام الإحصاء في دراسات القضايا الاقتصادية أيضًا.
لم يكن سومبارت أول عالم اجتماع يكرس كتابًا كاملًا لمفهوم الحراك الاجتماعي، كما فعل في كتابه الاشتراكية والحراك الاجتماعي، المنشور عام 1896. تأثرت تبصراته عن الحركات الاجتماعية برؤى ماركس، وبكتاب عن الحركات الاجتماعية بقلم لورينز فون شتاين. يرى فيرنر أن صعود الحركات الاجتماعية نتج من التناقضات الكامنة في الرأسمالية. شجع الموقف البروليتاري «حب الجموع»، مع الميل «لطريقة حياة شيوعية» في الإنتاج الاجتماعي، فكانتا السمتين الرئيستين للحراك الاجتماعي.
ظهرت رائعته الرأسمالية الحديثة (تمثيل منهجي تاريخي للحياة الاقتصادية الأوروبية من البدايات حتى الآن)، على جزئين (وسّع فيرنر العمل في 1916 وأضاف جزءاً ثالثاً في عام 1927، وانقسمت كل الأجزاء بعد ذلك إلى أجزاء صغيرة مكونة من ستة كتب). يمثِّل هذا الكتاب تاريخًا منهجيًا للاقتصاد والنمو الاقتصادي خلال قرون، وهو كتاب يعبر عن توجه المدرسة التاريخية بامتياز. يتعامل الكتاب الأول مع الانتقال من الإقطاعية إلى الرأسمالية، ويتعامل الكتاب الأخير مع حالات في القرن العشرين. ينقسم نمو الرأسمالية إلى ثلاث مراحل:
- الرأسمالية المبكرة، وتنتهي قبل الثورة الصناعية.
- الرأسمالية العليا، وتبدأ في 1760.
- الرأسمالية المتأخرة، وتبدأ مع الحرب العالمية الأولى.

يظل كتاب الرأسمالية الحديثة عملًا مفصليًا له تداعيات مهمة، مثل مدرسة أنال (فرنان بروديل)، بالرغم من استخفاف المدرسة التقليدية المحدثة به، وانتقاده في مواضع عدة. انتقدت أعماله روزا لوكسمبورغ، ونسبت إليها «التعبير عن الموقف المثير للجدل بين اتحادات التجارة والديمقراطية الاجتماعية في ألمانيا، دعماً لموقف اتحادات التجارة على الموقف البورجوازي».
قَبِل سومبارت وظيفة المحرر المساعد في عام 1903 في مجلة أرشيف العلوم والرفاهية الاجتماعية، حيث عمل مع زملائه ماكس فيبر وإيدغار جافيه.
وافق سومبارت على شغل وظيفة الأستاذية الكاملة في مدرسة التجارة في برلين عام 1906، في وظيفة أدنى من تلك التي شغلها في فروتسواف، ولكنها أقرب «للعمل السياسي» منها. ظهرت أجزاء «الرأسمالية الحديثة» أثناء عمله هنا، وتناولت الرفاهية والموضة والحرب، بصفتها مفاهيم اقتصادية. وظهر للعلن كتابه «لماذا لا توجد اشتراكية في الولايات المتحدة؟» في عام 1906، وأضحى من الأعمال المهمة حول الاستثنائية الأمريكية في هذا الصدد حتى اليوم.
يُعتبر كتاب سومبارت «اليهود والرأسمالية الحديثة»، استكمالاً لعمل ماكس فيبر التاريخي في الربط بين البروتستانتية (خاصة الكالڤينيّة) والرأسمالية، أشار فيها سومبارت لاشتراك اليهود في التطور التاريخي للرأسمالية. يجادل سومبارت في أن اليهود المستبعدين من النقابات مقتوا مبادئ التجارة في العصور الوسطى، فرأوا أنها بدائية غير تقدمية؛ إذ رغبوا بأجور وأسعار «عادلة» ثابتة في نظام تمكِن الاستقالة منه، وحصص سوق ثابتة متفَق عليها، وضمان المكاسب وقوت اليوم بالرغم من تواضعهما. يجادل سومبارت أن اليهود فكّكوا النظام بسبب استبعادهم من المنافسة، واستبدلوه بالرأسمالية الحديثة، التي ليس بها حدود للمنافسة، والقانون الوحيد هو إرضاء العميل. يستشهد بول جونسون، الذي يرى الكتاب «عملاً مرموقاً»، ببعض الحقائق غير الملائمة فيه، وتجاهل العناصر الروحانية القوية في اليهودية. رفض سومبارت فكرة أنه أينما وجدت تلك الأنظمة الدينية، ومنها اليهودية، وأينما كانت قوية وسلطوية، لن تنتعش التجارة، وتلك نفس نظرة ماكس فيبر. مال رجال الأعمال اليهود، كالكالفينيين، إلى العمل بنجاح عندما تركوا بيئتهم الدينية التقليدية وانتقلوا إلى بيئات أحدث.
في كتابه «البورجوازية» الصادر عام 1913 قدم فيرنر شرحاً نفسياً واجتماعياً لرجال الأعمال الحديثين، وشرح أصل الروح الرأسمالية. يبدأ الكتاب بـ«جشع الذهب»، جذور الشركات الخاصة، وأنواع رواد الأعمال. تناقش فصول الكتاب التالية «مظاهر الطبقة الوسطى» والعوامل العديدة المُشكِّلة للروح الرأسمالية – النفسية الوطنية والعوامل العرقية والعوامل البيولوجية والدين والهجرة والتكنولوجيا و«تأثير الرأسمالية نفسها».
في كتابه المنشور عام 1915، بعنوان «كتاب الحرب»، يرحب سومبارت بـ«الحرب الألمانية»؛ لأنها «الصراع الحتمي بين الحضارة الإنجليزية التجارية والثقافة الألمانية البطولية». يرى فريدريش فون هايك أن سومبارت أظهر في هذا الكتاب الاحتقار الألماني الخفي لـ«الرؤى التجارية للإنجليز» التي تفتقر لكل غرائز الحرب، واحتقار «السعي للسعادة الأبدية للأفراد». يمثل هذا العمل بالنسبة لسومبارت المثل الأعلى لـ«الفكرة المثالية الألمانية عن الدولة، كما صاغها فيشته وفرديناند لاسال ورودبيرتاس، فالدولة بالنسبة لهم ليست المؤسسة أو المُشكَّلة بالأفراد، ولا تجمُّع مجموعة من الأفراد، ولا غرضها خدمة مصالح الأفراد، ولكنها (مجتمع الشعب) الذي لا يمتلك فيه الأفراد حقوقاً ولكن عليهم واجبات فقط. إذ تأتي ادعاءات الفردية نتيجةً للروح التجارية. أفكار 1789 – الحرية والمساواة والإخاء، هي أفكار تجارية ليس لديها غرض سوى تأمين مصالح الأفراد». يدَّعي سومبارت أن الحرب ساعدت الألمان على إعادة اكتشاف «الماضي البطولي المجيد، عندما كانوا محاربين»، ويرى أن كل الأنشطة الاقتصادية تابعة لغايات عسكرية، وأن وصف الحرب باللاإنسانية من منتجات الرؤى التجارية. تعلو حياةُ الشعب وحياةُ الدولة حياةَ الأفراد، ويجب أن تكون غاية الأفراد التضحية بأنفسهم للحياة العليا. نتيحة ذلك، كانت الحرب على إنجلترا كانت حرباً على المثل العليا النقيضة للمثل الألمانية «المثل التجارية للحرية الفردية».

### السيرة الوسطى وعلم الاجتماع
أصبح سومبارت أستاذاً في عام 1917 في جامعة هومبولت في برلين، التي أصبحت من أبرز الجامعات في أوروبا، إن لم تكن من الأبرز في العالم متجاوزًا معلمه هاينريش فاغنر. ظل على كرسي الأستاذية حتى عام 1931، ولكنه استمر في التدريس حتى عام 1940. أصبح في تلك الفترة واحدًا من أبرز علماء الاجتماع الأحياء، مع صديقه ماكس فيبر. يصر سومبارت على علم الاجتماع وأهميته باعتباره واحدًا من الإنسانيات؛ لأنه يتعامل مع الكائنات الإنسانية، ما يتطلب فهمًا تعاطفيًا بدلًا من الفهم الموضوعي، ولأن علم الاجتماع لم يحظَ بشعبية كبيرة في وقته. كانت رؤيته على النقيض من «علمنة» العلوم الاجتماعية، وهو التقليد الذي تبناه أوغست كونت وإميل دوركايم وماكس فايبر –وكان ذلك من سوء الفهم؛ لأن فيبر اتفق مع  سومبارت في هذا الصدد– الذي أصبح شائعاً أثناء عصره. تشترك أعمال سومبارت بالعديد من السمات مع أعمال هانز جورج جادامير عن الهرمنيوطيقا، وهو فهم تعاطفي مبني على مقاربة لفهم العالم، يتصاعد في بعض الحلقات الاجتماعية والفلسفية المتعاطفة مع هذه المقاربة، الناقدة لعلمنة العالم.

## روابط خارجية
- فيرنر سومبارت على موقع الموسوعة البريطانية (الإنجليزية)